# باسیل توئیست
باسیل توئیست یک عروسک‌باز ساکن نیویورک است که به‌خاطر نمایش عروسکی زیر آب خود، «سمفونی فانتاستیک» شناخته می‌شود. او در ۲۹ سپتامبر ۲۰۱۵ به عنوان دریافت کننده کمک هزینه تحصیلی مک آرتور انتخاب شد.